# 1821 a tudományban
Az 1821. év a tudományban és a technikában.

## Események
- Thomas Johann Seebeck német fizikus kimutatja a később róla elnevezett Seebeck-effektust
- Pierre Berthier francia geológus a dél-franciaországi Les Baux-de-Provence település közelében fölfedezi a bauxitot, melynek neve innen ered
- William Edward Parry második expedíciója az Északnyugati átjáró felkutatására
- Joseph von Fraunhofer felfedezi az ún. diffrakciós rácsot[1]
- augusztus 5. – véget ér az orosz antarktiszi expedíció, mely James Cook után másodszor hajózta körül az Antarktiszt.

## Születések
- január 2. – James Croll skót természettudós († 1890)
- február 11. – Auguste Mariette francia régész, egyiptológus († 1881)
- március 15. – Johann Josef Loschmidt osztrák kémikus, fizikus; elsőként számolta ki az Avogadro-szám állandó értékét († 1895)
- március 16. – Eduard Heine német matematikus, nevéhez fűződik a Heine-Borel-tétel és a Heine-tétel († 1881)
- május 16. – Pafnutyij Csebisev orosz matematikus († 1894)
- augusztus 16. – Arthur Cayley brit matematikus  († 1895)
- augusztus 31. – Hermann Ludwig von Helmholtz német orvos, fizikus, feltaláló, tudományfilozófus († 1894)
- október 13. – Rudolf Virchow német orvos, biológus, az MTA kültagja († 1902)
- december 4. – Ernst Wilhelm Tempel német csillagász, litográfus († 1889)

## Halálozások
- október 4. – Marie Lachapelle francia nőgyógyász (* 1769)
- október 20. – Felix de Azara spanyol katonai mérnök, természetbúvár, ornitológus, a Río de la Plata vidékének első feltérképezője és leírója (* 1742)